# منطقه فلوریدا (نیواورلئان)
منطقه فلوریدا (به انگلیسی: Florida Area) یک منطقهٔ مسکونی در ایالات متحده آمریکا است که در نیواورلئان واقع شده‌است. منطقه فلوریدا ۳٬۱۷۱ نفر جمعیت دارد و هم‌سطح با آب دریا است. یک ناحیه فرعی از منطقه بای‌واتر، نیواورلئان می‌باشد، محدوده‌های آن که توسط کمیسیون برنامه‌ریزی شهر مشخص شده‌است عبارت است از: بلوار فلوریدا، گالیر، قانون، کنگره و خیابان‌های شمالی دورگنوا در شمال، خیابان مازانت در شرق، خیابان گالوز شمالی در جنوب، و خیابان مونتگوت و خیابان لاو و خیابان آلمون‌آستر در غرب قرار دارد.

## موقعیت جغرافیایی
منطقه فلوریدا در مختصات (۲۹ ° ۵۸–۴۹ ″ N 90 ° ۰۲′۱۱ ″ W) واقع شده‌است و ارتفاع این منطقه از سطح دریا صفر است.براساس اداره سرشماری ایالات متحده، مساحت این منطقه ۰/۳۱ مایل مربع (۰/۸ کیلومتر مربع) است و عمده آن در خشکی است و سطح آن با آب دریا صفر است.

### محله‌های مجاور
- منطقه دلخواه (شمال)
- پروژه‌های فلوریدا (شمال)
- کنار آب (شرق)
- سنت کلود (جنوب)
- سنت روچ (غرب)

### مرزها
کمیسیون برنامه‌ریزی شهر محدوده‌های منطقه فلوریدا را به صورت زیر تعریف می‌کند: بلوار فلوریدا، خیابان گالیر، خیابان کنگره، خیابان شمال دورگنوا، خیابان مازانت، خیابان گالوز شمالی، خیابان مونتگوت، خیابان قانون و خیابان آلموناستر.

### جمعیت‌شناسی
بر اساس سرشماری سال ۲۰۰۰، ۳۱۷۱نفر همراه با ۱۱۸۹ خانوار و ۸۲۳ خانواده در این محله زندگی می‌کردند. تراکم جمعیت ۱۰۲۲۹ مایل مکعب برابر با ۳۹۶۴ کیلومتر مربع می‌باشد. بر اساس سرشماری سال ۲۰۱۰، ۱۳۰۲نفر، ۵۰۷ خانوار و ۳۳۱ خانواده در این محله زندگی می‌کردند.